# La Familia Burrón
La Familia Burrón est une historieta mexicaine créée en 1948 par Gabriel Vargas.
Cette bande dessinée raconte les aventures d'une famille de classe ouvrière de Mexico. Très célèbre dans le pays d'origine, sa publication continue de nos jours.

## Synopsis
Les Burrón (Ânes) sont une famille typique de la classe ouvrière qui vit dans la banlieue de Mexico, domiciliés dans le Callejón del Cuajo Número Chorrocientos chochenta y chocho (Chept chent choichante chept, rue de la molesse).
Ses membres sont : M. Don Regino Burrón, coiffeur de profession et propriétaire du salon « La Boucle d'Or », Mme Borola Tacuche de Burrón, Mlle Macuca Burrón Tacuche, le jeune Regino Burrón Tacuche, le petit Foforito Cantarranas (Mœlleux Chantegrenouille), adopté par les Burrón, et la mascotte de la famille, le chien Wilson.

## Une critique de la société
La Famille Burrón est une critique mordante et humoristique de la société mexicaine, de ses qualités tant que de ses défauts, à travers les yeux d'une famille avec peu de ressources. Elle utilise la farce, l'ironie et le grotesque pour dépeindre avec humour des situations qui peuvent être familières à beaucoup de gens dans la société mexicaine.

## Personnages principaux
- Mme Borola Tacuche de Burrón est le personnage principal de la série. Créative, impulsive et extravertie, elle se met toujours dans des problèmes en voulant sortir la famille de son éternelle pauvreté. Elle a bon cœur et essaye toujours d'aider ses voisins qui vivent aussi dans la gêne.

- M. Regino Burrón est le père de la famille, coiffeur de profession, propriétaire du salon « La boucle d'Or ». Sa tâche comme chef de la famille est de ramener l'argent de son travail et de mettre frein aux folies de sa conjointe Borola. De caractère reposé et conservateur, son épouse l'accuse d'être laxiste.

## Publications
La Famille Burrón est un hebdomadaire (qui paraît chaque mardi) publié depuis 1978 par les éditions G et G.
Les éditions Porrúa ont réalisé une intégrale de toutes les histoires, depuis la création de la série à nos jours.